# Dynastie
Een dynastie is de opeenvolging van heersers die tot dezelfde familie behoren. Het van oorsprong Griekse woord δυναστεία (dunasteia) komt van δυνάστης (dunastès), wat leider of gezagsdrager betekent. 
Dynastieën zijn typisch voor erfelijke monarchieën en feodale heren. Soms is er ook bij verkozen leiders sprake van dynastieën en bij uitbreiding wordt de term ook gebruikt voor families van politici, zakenlieden, bedrijfsleiders, hoge ambtenaren.

## Monarchale dynastieën
De oudste Egyptische dynastie dateert van voor 3000 v. Christus, maar het verschijnsel dynastievorming moet al eerder hebben bestaan. In veel samenlevingen wordt verwacht dat het hoofd van een clan of stam door een van zijn zonen wordt opgevolgd, ook als er sprake was van een verkiezing of een andere manier om de leider aan te wijzen. Zulke opvolging van vader op zoon evolueerde vaak tot een automatisme, zodat er een recht van opvolging ontstond. Bij sommige volkeren kon het gebeuren dat de monarchie, zonder echt erfelijk te zijn, binnen dezelfde familie bleef. Bij de Franken werden de koningen aanvankelijk gekozen onder de leden van de Merovingers. In Arabische monarchieën, zoals nu nog Saoedi-Arabië en Jordanië, wijst de koning vaak zijn opvolger aan binnen de regerende dynastie.
In Europa ontstond vrijwel overal een systeem van erfopvolging, meestal in de mannelijke lijn en volgens een eerstgeboorterecht, hoewel niet noodzakelijk. In diverse Germaanse dynastieën was het de gewoonte dat de vorst zijn staat onder al zijn zonen verdeelde. Dit leidde in Duitsland, tot het einde van het Heilige Roomse Rijk in 1806, tot eindeloze opsplitsingen van vorstendommetjes.

### Huis
In de genealogie en het recht wordt een vorstelijke familie wel als huis aangeduid. Een voorbeeld is het huis Oranje-Nassau of het huis Wittelsbach. De term wordt alleen gebruikt voor de regerende, voorheen regerende en ebenbürtige geslachten. Het is niet gebruikelijk om bij de hedendaagse (lagere) adel of de burgerij van een "huis" te spreken. Een huis is en was behalve in familiaal verband ook juridisch een eenheid. Het hoofd van een huis wordt als hoofd of chef aangeduid, de leden heten agnaten. In Duitsland golden huiswetten en huisverdragen waaraan de leden zich hadden te houden. Die leden waren alle mannelijke afstammelingen van de stamvader van dat huis in rechte lijn, hun echtgenoten en hun kinderen. Een dochter die huwde werd juridisch deel van een ander huis al strekte de tucht van de chef van het huis Habsburg zich ook over hen uit. Zo verloor de Saksische kroonprinses Louise van Oostenrijk-Toscane, na een schandaal door ingrijpen van Frans Josef I van Oostenrijk haar titels keizerlijke en koninklijke hoogheid en aartshertogin van Oostenrijk.
De huiswetten stelden vaak strenge eisen aan de huwelijkspartners en hun godsdienst. De agnaten mochten alleen trouwen met hoge adel en zij moesten een bepaalde religie aanhangen. Wanneer zij zich daaraan niet hielden werden zij uit het huis verwijderd en verloren zij hun titel en het predicaat koninklijke, of doorluchtige hoogheid.
De Duitse rechter heeft de geldigheid van deze wetten en de beperkingen en sancties die zij de agnaten opleggen verworpen omdat zij in strijd zijn met de Duitse wet en de Duitse rechtopvattingen. In het huis Habsburg houden de agnaten zich nog wel aan de huiswetten en aan de tucht die de chef, Otto von Habsburg de familie oplegt. In andere families zijn zij een dode letter geworden. In het huis Romanov en het huis Bourbon spelen zij een grote rol omdat de Romanovs en de Bourbons voortdurend onderling strijden over hun aanspraak op de troon en het grootmeesterschap van de dynastieke orden. Wanneer de vader van een pretendent met een edelvrouwe van niet koninklijke rang is getrouwd, of een echtscheiding aanvraagt, wordt dat door andere familieleden beschouwd als het opgeven van de rechten op de Russische of Franse troon.
In het internationaal recht worden de titels die het hoofd van een na 1815 regerend geslacht zijn verwanten verleent erkend.
Een agnaat onttrekt zich aan het gezag van de chef van zijn huis wanneer hij zelf staatshoofd wordt en een dynastie sticht. De takken Oostenrijk-Este en Oostenrijk-Toscane, afstammelingen van het huis Habsburg zijn onder het gezag van de chef blijven vallen, al heeft die chef de hoofden van deze twee families veel autonomie gegund. Toen koningin Wilhelmina der Nederlanden met Hendrik van Mecklenburg-Schwerin trouwde kostte het de Nederlandse regering en onderhandelaar Johan Willem Meinard Schorer moeite om duidelijk te maken dat de Nederlandse koningin en haar toekomstige kinderen niet onder het gezag en de huiswetten van de chef van het huis Mecklenburg-Schwerin zouden vallen. Een en ander werd in een huwelijksverdrag, in feite een huisverdrag, geregeld.

## Europese dynastieën
In Europa wordt de naamgeving aan een dynastie, in deze zin een reeks opeenvolgende regerende vorsten, meestal aan de hand van de achternaam van de eerste vorst genomen, deze beschrijft meestal de plaats waarvan ze vandaan komen of een kasteel. Deze soevereine huizen, vormen al sinds eeuwen de top van het Europese adellijk stelsel. Zo waren er de prinsen van Oranje-Nassau die zichzelf uitriepen tot koning, hun dynastie werd de Oranje-dynastie genoemd. In België noemt de koninklijke familie zich van België, maar behoort tot het huis Saksen-Coburg en Gotha.

### Klassieke voorbeelden
In het buitenland en in de historie van klassieke staten wordt meestal de naam van de stam aan de dynastie gegeven, zoals in China waar men de Yuan-dynastie had, de naam refereerde aan de Mongolen.
In het geval van Oud-Egypte worden de dynastieën genummerd, zoals de 1e tot en met de 31e dynastie. In Egypte begon men een dynastie als een heerser uit een bepaalde stad kwam zoals Thebe of als daar de hoofdstad was. Bij de Franken, die van de 6de eeuw tot de 10de eeuw heersten in West-Europa waren er ook twee grote dynastieën, namelijk de Merovingische en de Karolingische (met Karel de Grote) dynastie.

## Politieke dynastieën
In de Verenigde Staten bestaan er dynastieën van politiek of economisch machtige families, zoals Bush, Kennedy, Rothschild, Rockefeller en Roosevelt. In België bestaan er politieke families; elders op de wereld lijken er ook politieke dynastieën te ontstaan, denk aan India, Noord-Korea, Haïti, Bangladesh, Pakistan, Indonesië, de Filipijnen, Argentinië waar familieleden of echtgenoten elkaar als president opvolgden.

### België
De aanwezigheid van politieke dynastieën in de Belgische politiek werd in de aanloop naar de deelstatelijke verkiezingen van 7 juni 2009 een nieuwsthema. De Waalse krant Sud Presse, de Vlaamse krant Het Nieuwsblad en het persagentschap Belga gaven statistische informatie omtrent de actuele familiale banden van leden van de uitvoerende en wetgevende macht. Zo goed als tien procent van de politiek verkozenen in België is zoon of dochter van een politicus. Onder de Franstaligen in de federale regering bedraagt het cijfer 41,6 %. Vijf van de twaalf Franstalige ministers beschikken over een 'politieke' vader of moeder. In het federaal parlement hebben of hadden 12 van de 103 verkozenen een ouder in de politiek, wat neerkomt op 11,6 %. In het Brussels parlement gaat het om 4 van de 72 (5,5 %), in het Waals parlement om 8 van de 75 (10,6 %). Van de Franstalige partijen telt enkel Ecolo geen enkele verkozene die een vader of moeder in de politiek had. Bij de liberale MR gaat het om 13 op 78 verkozenen (16,6 %), bij de socialistische PS om 9 op 87 (10,3 %), bij cdH om 4 op 42 (9,5 %)